# Уметник (филм)
Уметник (енгл. The Artist), такође познат под насловом Глумац, француски је црно-бели неми филм из 2011. године, режисера и сценаристе Мишела Азанависијуса, у коме главне улоге играју Жан Дижарден и Беренис Бежо. Прича је смештена у Холивуду, између 1927. и 1932. године, и фокусира се на однос између младе глумице у успону и старије звезде немог филма док неми филмови излази из моде и бивају замењени звучним.
Филм је наишао на изузетно позитивне реакције критичара и освојио је многе награде. Дижарден је за улогу Џорџа Валентина освојио награду за најбољег глумца на Филмском фестивалу у Кану, где је филм и премијерно приказан. Филм је био номинован за шест Златних глобуса, а победу је однео у три категорије: за најбољи мјузикл или комедију, најбољу оригиналну музику и најбољег глумца у мјузиклу или комедији. Уметник је такође био номинован за дванаест награди БАФТА, а освојио је седам, укључујуће оне за најбољи филм, најбољу режију, најбољег глумца и најбољи оригинални сценарио.
Филм је на 84. додели Оскара био номинован у десет категорија, а победио је у пет, укључујући оне за најбољи филм, најбољу режију и најбољег глумца, чиме је Дижарден постао први француски глумац који је освојио ову награду. Уметник је такође био први француски филм који је добио Оскара за најбољи филм, као и први неми филм који је однео ову награду после Крила која су то постигла на првој додели Оскара 1929. године. У Француској је био номинован за десет награда Сезар, а освојио је шест, укључујуће оне за најбољи филм, најбољу режију и најбољу глумицу.

## Радња
Године 1927, звезда немог филма Џорџ Валентин позира пред новинарима испред биоскопа где се одржава премијера његовог најновијег хит филма када млада жена, Пепи Милер, случајно налети на њега. Валентин са хумором реагује на незгоду и показује се са Пепи пред камерама. Следећег дана, Пепи се налази на насловној страни Variety-ја са насловом „Ко је та девојка?” Касније, Пепи користи насловницу да се нађе на аудицији за плесачице, а Валентин је примећује, инсистирајући да она учествује у следећој продукцији студија Кинограф, упркос приговорима шефа студија Ала Зимера. Док изводе сцену у којој заједно плешу, Валентин и Пепи показују велику хемију. По саветима Валентина, који јој је нацртао младеж на образу након што ју је пронашао у својој гардероби, Пепи се полако уздиже кроз индустрију, добијајући све истакнутије улоге.
Две године касније, Зимер најављује планове да прекине продукцију немих филмова у студију Кинограф, али Валентин одбацује ову идеју, инсистирајући да су звучни филмови само тренутни хир. У сну, Валентин почиње да чује звукове из свог окружења (као и публика), али није у стању сам да говори, а онда се буди обливен знојем. Одлучује да напусти студио да би добио прилику да продуцира, финансира и режира сопствени неми филм, Сузе љубави. Његов филм излази истог дана као и Пепин нови звучни филм Лепотица са младежом, када долази и до краха берзе. Валентинова једина шанса да избегне банкрот је да његов филм буде хит. На његову жалост, публика хрли да погледа Пепин филм, док само неколико људи (укључујући и саму Пепи) присуствује пројекцији Суза љубави. Пошто је Валентин уништен, његова жена Дорис га избацује, а он се усељава у стан са својим собаром/шофером Клифтоном и псом. Пепи брзо постаје прва од неколико великих нових холивудских звучних филмских звезда.
Касније, банкротирани Валентин је приморан да прода све своје личне ствари на аукцији, а након што схвати да није исплатио лојалног Клифтона више од годину дана, даје му свој аутомобил пре него што га отпусти. Депресиван и пијан, Валентин пали гомилу својих старих филмова. Како пламен нитратног филма брзо измиче контроли, он почиње да се гуши димом и онесвести се у запаљеној кући, још увек држећи један канистер филма. Међутим, његов пас привлачи помоћ оближњег полицајца, а након што је спашен, Валентин је хоспитализован због повреда задобијених у пожару. Пепи посећује болницу и открива да је филм који је спасао онај у коме они заједно плешу. Она тражи да га преселе у њену кућу да се опорави. Валентин се буди у кревету у њеној кући и открива да Клифтон сада ради за Пепи. Валентин показује незахвалност што га је Пепи прихватила, што наводи Клифтона да подсети Валентина на промену његове среће.
Пепи инсистира на Зимер да Валентину улогу у њеном следећем филму, претећи да ће напустити Кинограф ако не пристане на њене услове. Након што Валентин сазна да је Пепи купила сву његову имовину на аукцији, очајан се враћа у свој изгорели стан. Пепи стиже, успаничена, и открива Валентина како се спрема да покуша самоубиство пиштољем. Пепи му каже да је само желела да му помогне. Они се грле и Валентин јој каже да нема сврхе; нико не жели да га чује како говори. Сећајући се Валентинових врхунских плесних способности, Пепи убеђује Зимера да јој дозволи да направи мјузикл филм како би Валентин могао да избегне понижење због свог говора.
Сада публика по други пут чује звук, јер филм приказује плесну сцену са Пепи и Валентином и може се чути њихово степовање. Када је кореографија завршена, чује се дахтање двоје плесача. Режисер мјузикла виче: „Рез!” на шта Зимер додаје: „Савршено. Прелепо. Можете ли то да поновите?” Валентин, у својој јединој звучној реплици, одговара „Са задовољством”, откривајући француски нагласак. Камера се затим враћа на звукове филмске екипе док се спремају да поново сниме.

## Улоге
| Глумац            | Улога         |
| ----------------- | ------------- |
| Жан Дижарден      | Џорџ Валентин |
| Беренис Бежо      | Пепи Милер    |
| Џејмс Кромвел     | Клифтон       |
| Аги               | Џек (пас)     |
| Џон Гудман        | Ал Зимер      |
| Миси Пајл         | Констанс      |
| Пенелопе Ен Милер | Дорис         |
| Малком Макдауел   | батлер        |